# معالجة الصرف الصحي

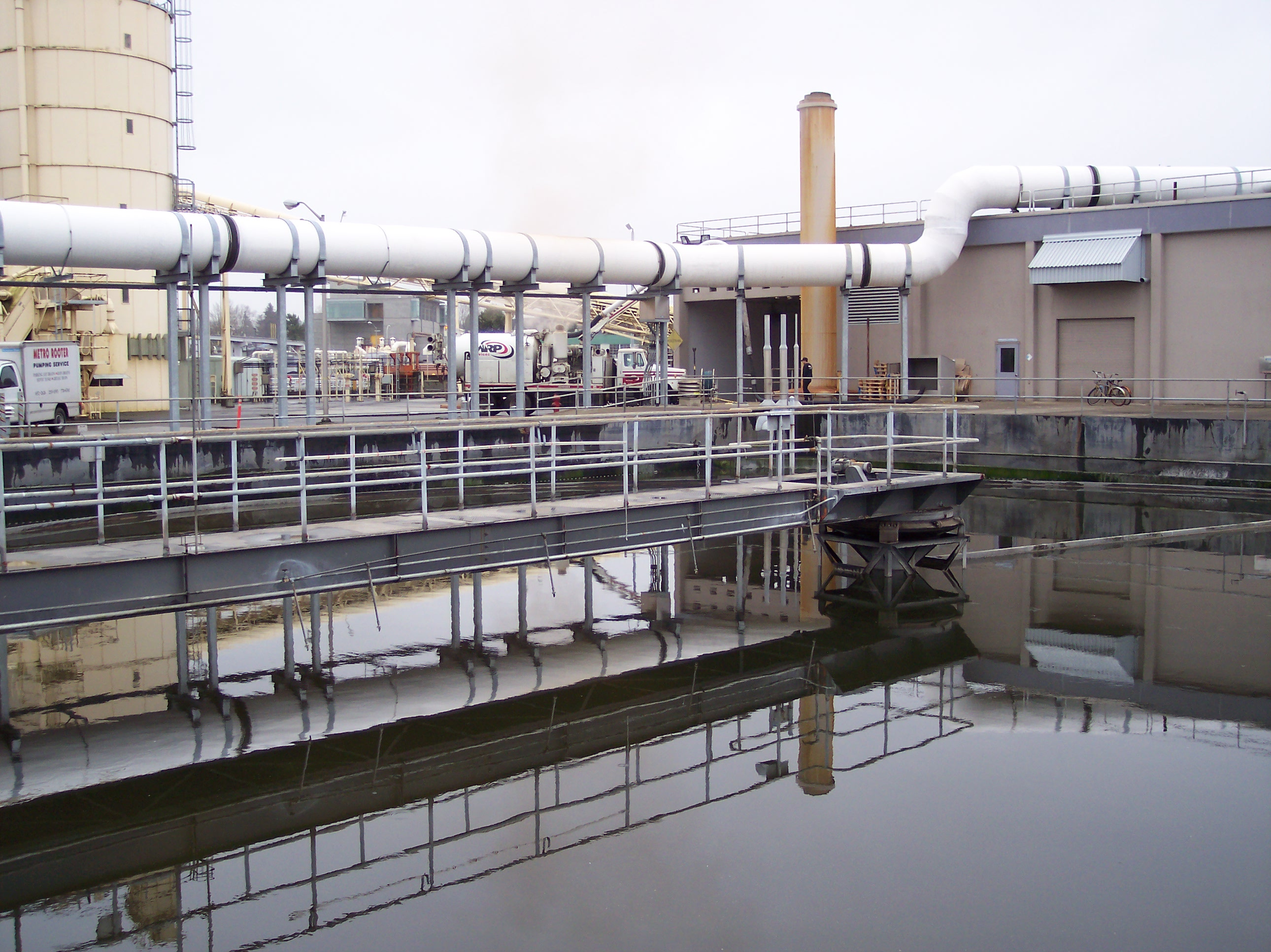
محطة لمعالجة مياه الصرف الصحي

معالجة مياه الصرف الصحي، هي عملية إزالة الملوثات من مياه الصرف الصحي البلدية، والتي تحتوي بشكل رئيسي على مياه الصرف الصحي المنزلي بالإضافة إلى القليل من مياه الصرف الصناعي. تُستخدم العمليات الفيزيائية والكيميائية والبيولوجية لإزالة الملوثات وإنتاج مياه الصرف المعالجة (أو النفايات السائلة المعالجة) التي تكون آمنة بدرجة كافية لإطلاقها في البيئة. المنتج الثانوي لمعالجة مياه الصرف الصحي هو نفايات شبه صلبة أو ملاط، يُسمى حمأة مياه الصرف الصحي. يجب أن تخضع الحمأة لمزيد من المعالجة قبل أن تكون مناسبة للتخلص منها أو إطلاقها في الأرض.
يُمكن أن يُشار إلى معالجة مياه الصرف الصحي أيضا باسم معالجة المياه العادمة. ومع ذلك، فإن هذا الأخير هو مصطلح أوسع يمكن أن يشير أيضًا إلى مياه الصرف الصناعي. بالنسبة لمعظم المدن، سيحمل نظام الصرف الصحي أيضًا نسبة من المخلفات الصناعية السائلة إلى محطة معالجة المياه العادمة، والتي عادةً ما تتلقى معالجة مسبقة في المصانع نفسها لتقليل حمل الملوثات. إذا كان نظام الصرف الصحي عبارة عن شبكة صرف صحي مشتركة، فسيحمل أيضًا مياهًا جارية من المناطق الحضرية (مياه الأمطار) إلى محطة معالجة المياه العادمة. يمكن لمياه الصرف الصحي أن تنتقل إلى محطات المعالجة عبر الأنابيب بالإسالة أو باستخدام المضخات. يشتمل الجزء الأول من تنقية مياه الصرف الصحي عادةً على حاجز قضباني لتصفية المواد الصلبة والأشياء الكبيرة، والتي تُجمع بعد ذلك في مكبات النفايات ويُتخلص منها في مدافن النفايات. تُزال الدهون والشحوم أيضًا قبل المعالجة الأولية لمياه الصرف الصحي.

## مصطلحات
يُستبدل بمصطلح «منشأة معالجة مياه الصرف الصحي» (أو «أعمال معالجة مياه الصرف الصحي» في بعض البلدان) في الوقت الحاضر، مصطلح منشأة معالجة المياه العادمة أو محطة معالجة المياه العادمة.
يمكن معالجة مياه الصرف الصحي بالقرب من المكان الذي تتشكل فيه، والتي يمكن أن يُطلق عليها نظام «لا مركزي» أو حتى نظام «في الموقع» (في خزانات الصرف الصحي أو المرشحات البيولوجية أو أنظمة المعالجة الهوائية). بدلاً من ذلك، يمكن جمع مياه الصرف الصحي ونقلها بواسطة شبكة من الأنابيب ومحطات الضخ إلى محطة معالجة البلدية. وهذا ما يسمى نظام «مركزي».

## مراحل المعالجة

### الترسيب

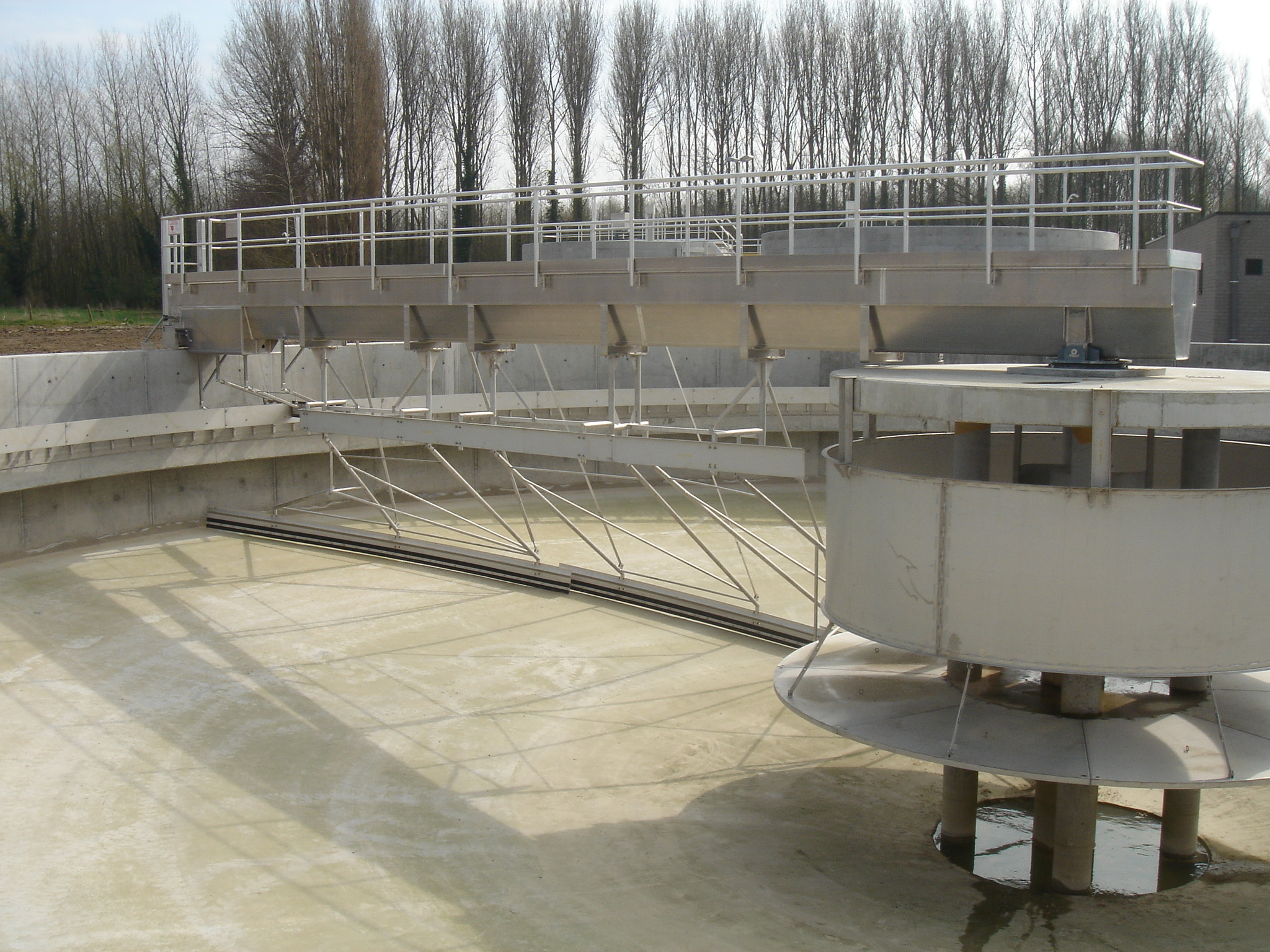
خزان ترسيب أولي فارغ.